# Poa sublimis
Poa sublimis är en gräsart som beskrevs av Elizabeth Edgar. Poa sublimis ingår i släktet gröen, och familjen gräs. Inga underarter finns listade i Catalogue of Life.